# Elmo R. Zumwalt

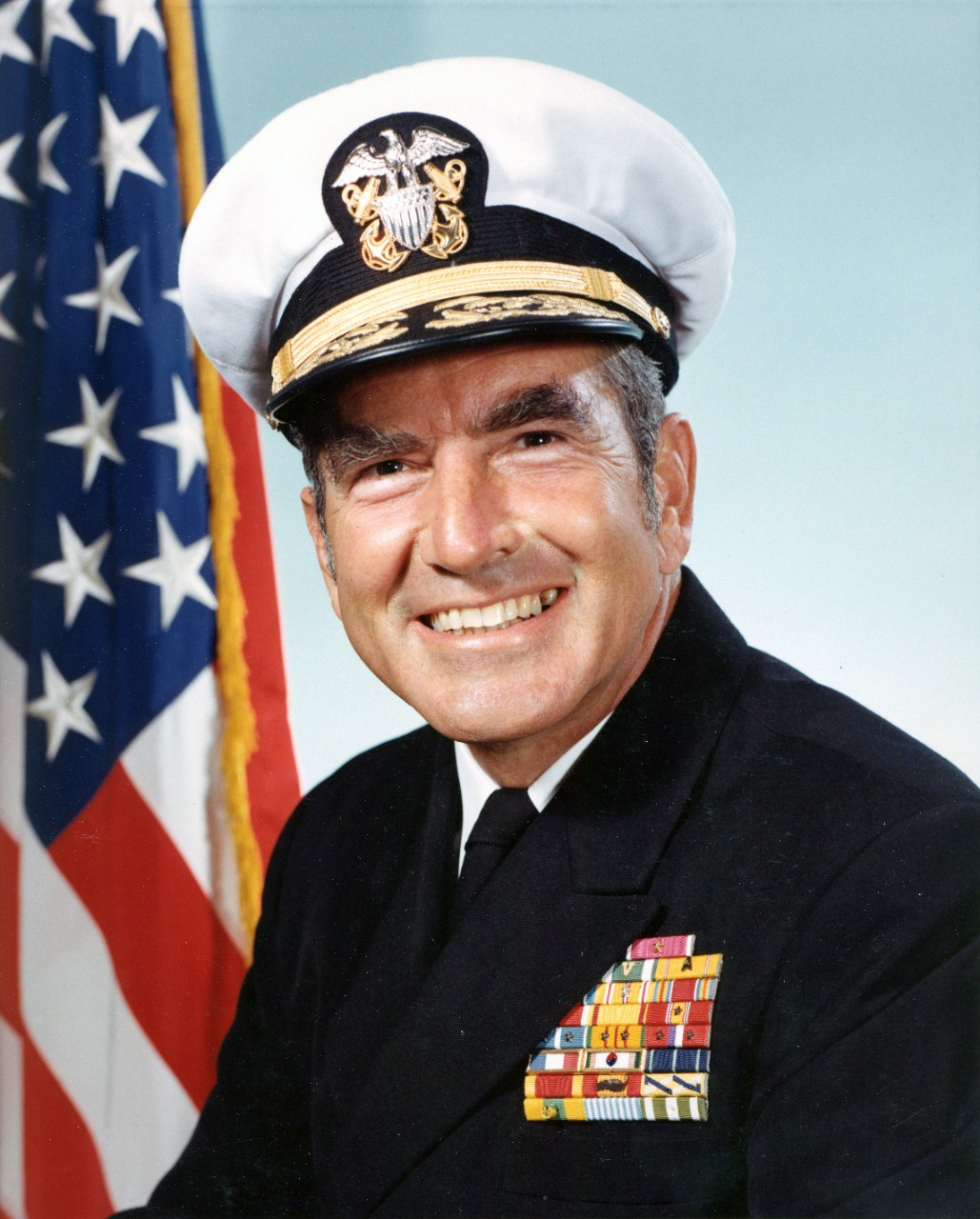
Admiral Zumwalt

Elmo Russel Zumwalt junior (/ˈzʊmwɔːlt/); * 29. November 1920 in San Francisco, Kalifornien; † 2. Januar 2000 in Durham, (North Carolina) war ein Admiral der US Navy und diente von 1970 bis 1974 in der Endphase des Vietnamkrieges als 19. Chief of Naval Operations (CNO).
Der hochdekorierte Kriegsveteran Zumwalt reformierte die Personalpolitik der US Navy in seinen Bestrebungen, Spannungen zwischen Soldaten verschiedener Ethnien zu vermindern. Nachdem er sich nach 32 Jahren in der Navy zur Ruhe gesetzt hatte, bewarb er sich erfolglos um einen Posten als Senator.

## Biographie

### Frühes Leben und Ausbildung
Zumwalt kam in San Francisco, Kalifornien, als Sohn von E. H. Zumwalt und Frances Zumwalt zur Welt. Zumwalt, ein Eagle Scout und Empfänger des Distinguished Eagle Scout Award der Boy Scouts of America, besuchte die Tulare Union High School in Tulare, Kalifornien, wo er Klassenbester wurde, und die Rutherford Preparatory School in Long Beach. 1939 wurde Zumwalt an der US Naval Academy (USNA) in Annapolis, Maryland angenommen. Als Midshipman an der USNA war er Präsident der Trident Society, Vizepräsident der Quarterback Society und zweimaliger Gewinner des Redewettbewerbs (1940 und 1941). Zumwalt nahm auch an Debatten zwischen verschiedenen Colleges teil und war Kompaniechef (1941) und Regiments-Sergeant (1942). Er schloss mit Auszeichnung ab und wurde am 19. Juni 1942 zum Ensign befördert.

### Zweiter Weltkrieg
Zumwalt diente im Zweiten Weltkrieg zunächst auf der USS Phelps (DD-360), einem Zerstörer. Im August 1943 wurde die Phelps für Instruktionen zum Operational Training Command-Pacific in San Francisco beordert. Im Januar 1944 meldete sich Zumwalt auf der USS Robinson zum Dienst. Auf diesem Schiff wurde ihm der Bronze Star mit Tapferkeitsauszeichnung verliehen, für heroische Dienste als Beobachter in der Gefechtszentrale...im Kampf gegen japanische Schlachtschiffe während der Seeschlacht im Golf von Leyte am 25. Oktober 1944.
Nach dem Ende des Zweiten Weltkrieges im Pazifik im August 1945 diente Zumwalt bis zum 8. Dezember als Führer eines US-Prisenkommandos auf der HIMJS Ataka, einem japanischen 1.200-Tonnen-Kanonenboot mit 200 Mann Besatzung. In dieser Funktion führte er das erste amerikanisch kontrollierte Schiff seit dem Ausbruch des Zweiten Weltkrieges den Huangpu-Fluss nach Shanghai hinauf. Dort half er die Ordnung wiederherzustellen und die Japaner zu entwaffnen.

### Eigene Kommandos
Zumwalt diente als Nächstes als Erster Offizier auf dem Zerstörer USS Saufley, im März 1946 wurde er als Erster Offizier und Navigator auf den Zerstörer USS Zellars versetzt. Im Januar 1948 wurde er dem Naval Reserve Officer Training Corps an der University of North Carolina zugeteilt, wo er bis Juni 1950 blieb. In diesem Monat übernahm er das Kommando über die USS Tills, die sich im Reservestatus befand. Der Geleitzerstörer wurde am 21. November 1950 im Marinehafen von Charleston wieder in den aktiven Dienst gestellt, und Zumwalt befehligte sie bis zum März 1951, als er als Navigator auf das Schlachtschiff USS Wisconsin wechselte.
Abgelöst von der USS Wisconsin im Juni 1952 besuchte er das Naval War College in Newport, Rhode Island, und meldete sich im Juni 1953 als Leiter der Sektion für Küsten- und Übersee-Basen im Büro für Marinepersonal des Department of the Navy in Washington, D.C. Im Juli 1955 übernahm er das Kommando über den Zerstörer USS Arnold J. Isbell und nahm an zwei Entsendungen zur Siebten Flotte teil. Während dieser Aufgabe entschied er den Wettstreit um Kampfeffizienz für sein Schiff und wurde hierfür durch den Oberbefehlshaber der Zerstörer in der Pazifikflotte belobigt, ebenso wie für hervorragende Leistungen auf den Gebieten Ingenieurswesen, Geschütze, U-Jagd und Operationen. Im Juli 1957 kehrte er zu einer weiteren Dienstzeit ins Büro für Marinepersonal zurück. Im Dezember des gleichen Jahres wurde er in das Büro des stellvertretenden Marineministers für Personal und Reservekräfte versetzt und diente dort als Referent für Marinepersonal bis November 1958, anschließend als Referent und Marine-Berater bis August 1959.
Abkommandiert zum ersten Schiff, das von Kiel auf als Lenkraketenschiff konzipiert wurde – der bei Bath Iron Works gebauten USS Dewey (DLG-14) –, übernahm er das Kommando dieser Lenkwaffenfregatte bei ihrer Indienststellung im Dezember 1959 und befehligte sie bis zum Juni 1961. Unter seinem Kommando gewann die Dewey die Auszeichnung für hervorragende Führung in den Bereichen Ingenieurswesen, Versorgung und Waffen und war Zweitplatzierte im Wettstreit um Kampfeffizienz. Von 1961 bis 1962 war Zumwalt am National War College in Washington, D.C. eingeschrieben. Im Juni wurde er dem Büro des stellvertretenden Verteidigungsministers für internationale Sicherheitsfragen in Washington, D.C. zugeteilt, wo er zunächst als Verbindungsoffizier für Frankreich, Spanien und Portugal zuständig war, dann als Direktor für Waffenkontrolle und Krisenplanung für Kuba. Vom Dezember 1963 bis zum 21. Juni 1965 diente er als leitender Assistent und Chefberater für Secretary of the Navy Paul H. Nitze. Für seine Dienste im Büro des Verteidigungsministers sowie des Marineministers wurde er mit dem Legion of Merit ausgezeichnet.

### Flaggoffizier
Nach seiner Beförderung zum Rear Admiral übernahm er im Juli 1965 den Befehl über die Siebte Kreuzer- und Zerstörerflottille. Im September 1968 wurde er Kommandeur der US-Marinekräfte vor Vietnam und Vorgesetzter der Naval Advisory Group im Military Assistance Command, Vietnam. In dieser Funktion war er auch Vorgesetzter seines Sohnes Elmo Zumwalt III., der ein Patrouillenboot im Mekongdelta kommandierte. Admiral Zumwalt war außerdem Marineberater von General Creighton Abrams, dem Oberkommandierenden aller US-Streitkräfte im Vietnamkrieg. Zumwalt hatte eine sehr hohe Meinung von Abrams und sagte, er wäre der sich am meisten kümmernde Offizier, den er je kennengelernt hatte. Er erwähnte, dass der General der Erste war, der ihm nach seiner Wahl zum Chief of Naval Operations gratulierte.

#### Chief of Naval Operations

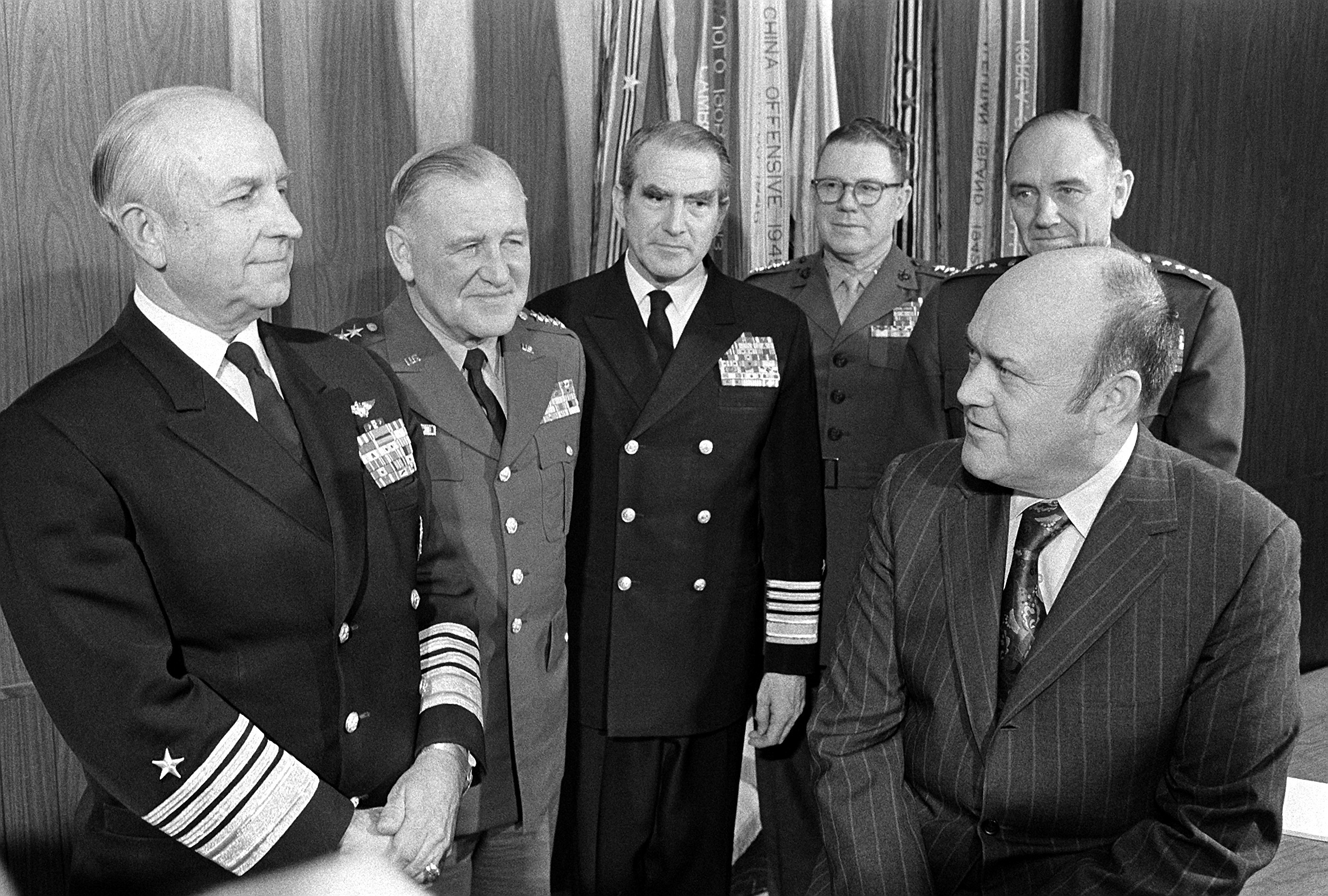
Zumwalt (3. v.l.) mit den Joint Chiefs of Staff: Moorer, Abrams, Cushman, Ryan und US-Verteidigungsminister Laird, 1973.

Präsident Richard Nixon nominierte ihn am 14. April 1970 zum Chief of Naval Operations (CNO). Nach seiner Entlassung als Kommandeur der Marinekräfte vor Vietnam am 15. Mai 1970 wurde ihm die zweite Navy Distinguished Service Medal für hervorragende Leistungen verliehen.
Als jüngster 4-Sterne-Admiral in der Geschichte der US Navy trat er im Alter von 49 Jahren am 1. Juli 1970 seinen Posten als CNO an und begann schnell mit einer Reihe von Maßnahmen zur Reduzierung von Rassismus und Sexismus in der US Navy. Diese marine-intern als „Z-grams“ bezeichneten Maßnahmen stießen teilweise auf erheblichen Widerstand bei anderen hohen Offizieren der US Navy und führten auch zu Konflikten mit dem Secretary of the Navy, John Warner.
Im Rahmen des „High-Low“-Plans gestaltete Zumwalt das Bestreben der US Navy neu, eine große Anzahl von Schiffen aus der Zeit des Zweiten Weltkrieges zu ersetzen. Gegen den Widerstand von Admiral Hyman Rickover und anderer sollte „High-Low“ ein Gleichgewicht zwischen der Beschaffung moderner, nukleargetriebener Schiffe und einfachen, kostengünstigen Schiffen – die aber in großer Stückzahl beschafft werden konnten – erreichen.
Zumwalt schlug vier Arten von Kriegsschiffen für seinen Plan vor, von denen letztendlich aber nur die Pegasus-Klasse für Raketen-Patrouillenboote und die Oliver-Hazard-Perry (FFG-7) Klasse für Lenkwaffenfregatten realisiert wurden. Die Perries stellten sich als die populärsten US-Kriegsschiffe seit dem Zweiten Weltkrieg heraus, bis zur Einführung der Arleigh-Burke (DDG-51)-Zerstörer.
Zumwalt ging am 1. Juli 1974 in den Ruhestand.

### Späte Jahre
1976 bewarb er sich erfolglos als Senatskandidat für Virginia. Später hatte er die Präsidentschaft der American Medical Building Corporation in Milwaukee, Wisconsin inne.
Admiral Zumwalt starb am 2. Januar 2000 im Medizinzentrum der Duke University in Durham, North Carolina. Sein Wohnort war Arlington, Virginia. Er war verheiratet mit der früheren Mouza Coutelais-du-Roche aus Harbin (Mandschurei) und hatte zwei Söhne, Elmo R. Zumwalt III., der 1988 – vermutlich durch Kontakt mit Agent Orange während seiner Vietnamzeit – an Krebs starb, und James Gregory Zumwalt, sowie zwei Töchter, Ann F. Zumwalt und Mouza C. Zumwalt. Er wurde außerdem von sechs Enkeln überlebt. Admiral Zumwalt und sein Sohn Elmo Zumwalt III. schrieben 1986 zusammen das Buch „My Father, My Son“, in dem sie ihre Familientragödie diskutieren. Admiral Zumwalt sagte, die Erkrankung seines Sohnes sei so gut wie sicher auf Agent Orange zurückzuführen. Er erwähnte auch, dass sein Enkel an einer schweren Lernstörung leide, die möglicherweise ebenfalls auf Agent Orange zurückzuführen sei. Der Admiral führte auf, dass er furchtbare Schuld fühle und sich seiner Entscheidung schämte, das Entlaubungsmittel während des Krieges von Flugzeugen aus versprühen zu lassen. Zusätzlich sollte gesagt werden, dass der junge Zumwalt seinem Vater keine Schuld gab und keine Verbitterung ihm gegenüber hegte.
Das erste Schiff des neuen DD(X)-Lenkwaffenzerstörer-Programms der US Navy wird USS Zumwalt getauft werden. Traditionsgemäß werden dieses Schiff und all seine nachfolgenden Schwesterschiffe die Zumwalt-Klasse bilden.

## Auszeichnungen
Auswahl der Dekorationen, sortiert in Anlehnung der Order of Precedence of the Military Awards:
- Navy Distinguished Service Medal (3 ×)
- Legion of Merit (2 ×)
- Bronze Star
- Navy & Marine Corps Commendation Medal
- Navy Unit Commendation
- Navy Occupation Service Medal
- National Defense Service Medal (2 ×)
- Korean Service Medal (3 ×)
- Vietnam Service Medal (8 ×)
- Presidential Medal of Freedom
- Großkreuz des belgischen Kronenordens
- Großkreuz des brasilianischen Ordens vom Kreuz des Südens
- Großes Verdienstkreuz mit Stern und Schulterband des Verdienstordens der Bundesrepublik Deutschland
- Kommandeur der französischen Ehrenlegion
- Großkreuz des griechischen Georgsorden
- Großkreuz des Verdienstordens der Italienischen Republik
- Japanischer Orden der Aufgehenden Sonne 1. Klasse
- Großoffizier des niederländischen Ordens von Oranien-Nassau
- Großkreuz des norwegischen Sankt-Olav-Ordens

## Sonstiges
Elmo R. Zumwalt war mit 44 Jahren der jüngste Marineoffizier der US Navy, der zum Konteradmiral befördert wurde. Mit 49 war er außerdem der jüngste Admiral der Navy, ebenso der jüngste Chief of Naval Operations. Nach ihm wurde die Zumwalt-Klasse von Lenkwaffenzerstörern benannt, das Typschiff, die USN Zumwalt (DDG 1000), wurde am 15. Oktober 2016 in Dienst gestellt.
Rolf Hochhuth nahm in seinem Drama Judith Bezug auf Zumwalt und dessen Schuldgefühle aufgrund der Leiden seines Sohnes.